# Vecchi di merda
Vecchi di merda è il singolo di debutto del cantautore italiano Giancane, pubblicato il 31 maggio 2013 come primo estratto dall'EP Carne.

## Descrizione
La canzone è stata la prima in assoluto composta dal cantautore, il quale a proposito di essa ha detto: «parla del mio odio verso me stesso e verso gli anziani stronzi, categoria di cui farò parte tra non molto». Nel testo sono raccontati una serie di aneddoti che ruotano intorno al luogo comune dell'anziano scorbutico che critica i giovani, che osserva i cantieri, che supera prepotentemente la fila al supermercato, portando il cantautore a esclamare, nel ritornello: «vi odio finché non sarò anch'io un vecchio di merda».

## Distribuzione
Il singolo è stato pubblicato in formato digitale il 31 maggio 2013, anticipando l'EP d'esordio Carne uscito il 12 dicembre 2013. Il brano è stato poi incluso nel primo album in studio Una vita al top, pubblicato il 20 novembre 2015 dalla Goodfellas Records. Nell'edizione accresciuta dell'album, uscita nel 2016 e intitolata Una vita al top (Deluxe), distribuita in collaborazione con Woodworm, è contenuta anche una versione demo di Vecchi di merda.
Una nuova versione del brano, registrata live da Daniele Zanatta, è stata pubblicata come singolo il 3 ottobre 2017. Di questa versione è stato realizzato anche un videoclip, diretto da Luca Caruso, pubblicato sul canale YouTube del cantautore.

## Tracce
1. Vecchi di merda – 2:53

## Controversie
Il 4 settembre 2016 Giancane si è esibito in concerto a Tivoli in piazza del Plebiscito all'interno di una manifestazione organizzata dall'amministrazione comunale; in seguito, l'evento è stato oggetto di contestazioni sui social da parte di vari cittadini, tra cui un consigliere comunale della maggioranza, per il contenuto ritenuto volgare e offensivo del brano Vecchi di merda, portando il segretario locale del Partito Democratico a chiedere le scuse pubbliche della consigliera Irene Martinucci che aveva voluto Giancane ospite della manifestazione.